# كريس لوكاس
كريس لوكاس (بالإنجليزية: Chris Lucas)‏ (27 مارس 1992 في أستراليا - ) هو لاعب كرة قدم أسترالي في مركز الهجوم. لعب مع غولد كوست يونايتد وBentleigh Greens SC ‏ وGold Coast City FC ‏.

## وصلات خارجية
- كريس لوكاس على موقع قاعدة بيانات كرة القدم.إي يو (الإنجليزية)